# Kunming Airlines

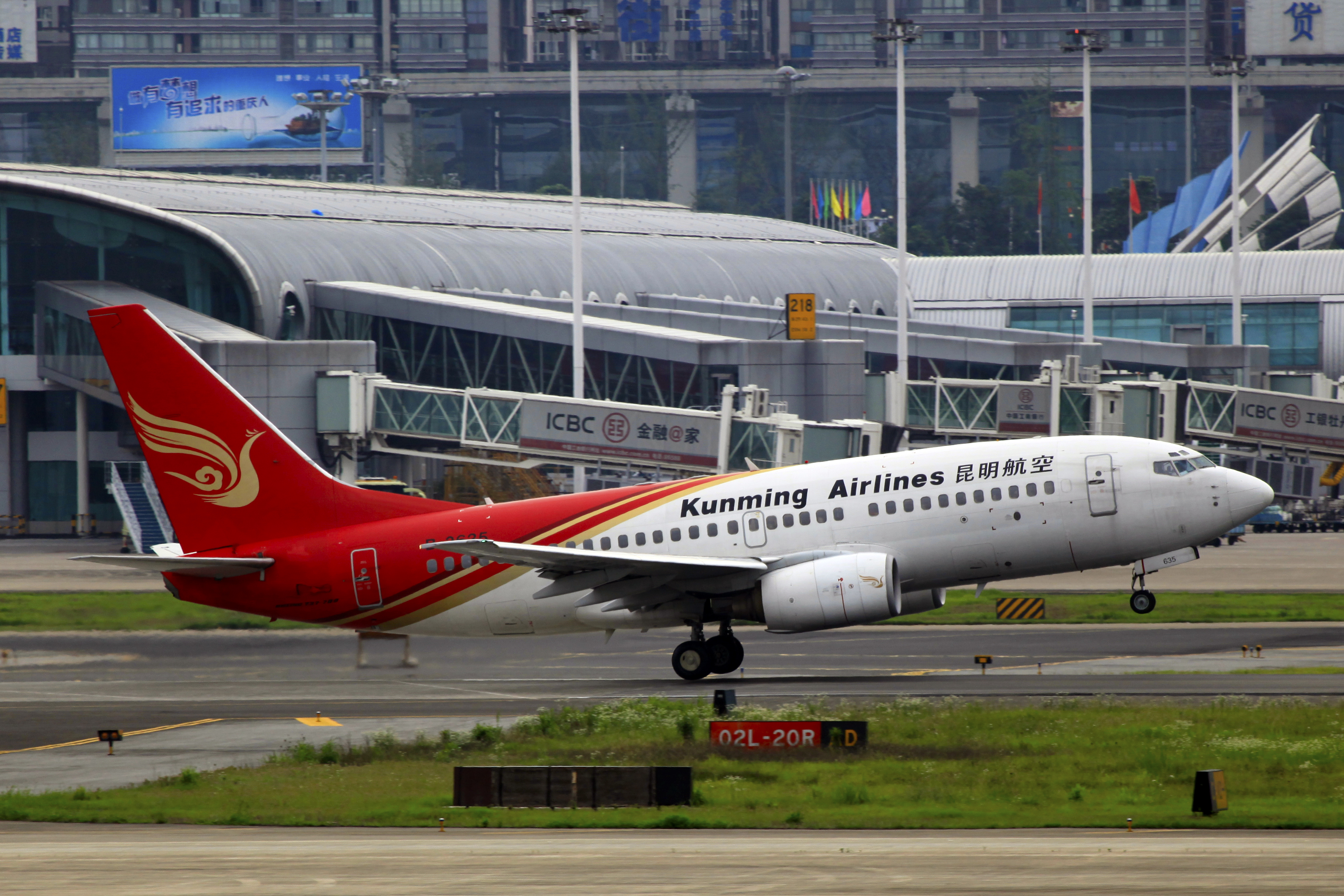

Kunming Airlines (昆明航空公司) est une compagnie aérienne basée à Kunming, dans le Yunnan, en Chine, et fondée en 2005.

## Flotte

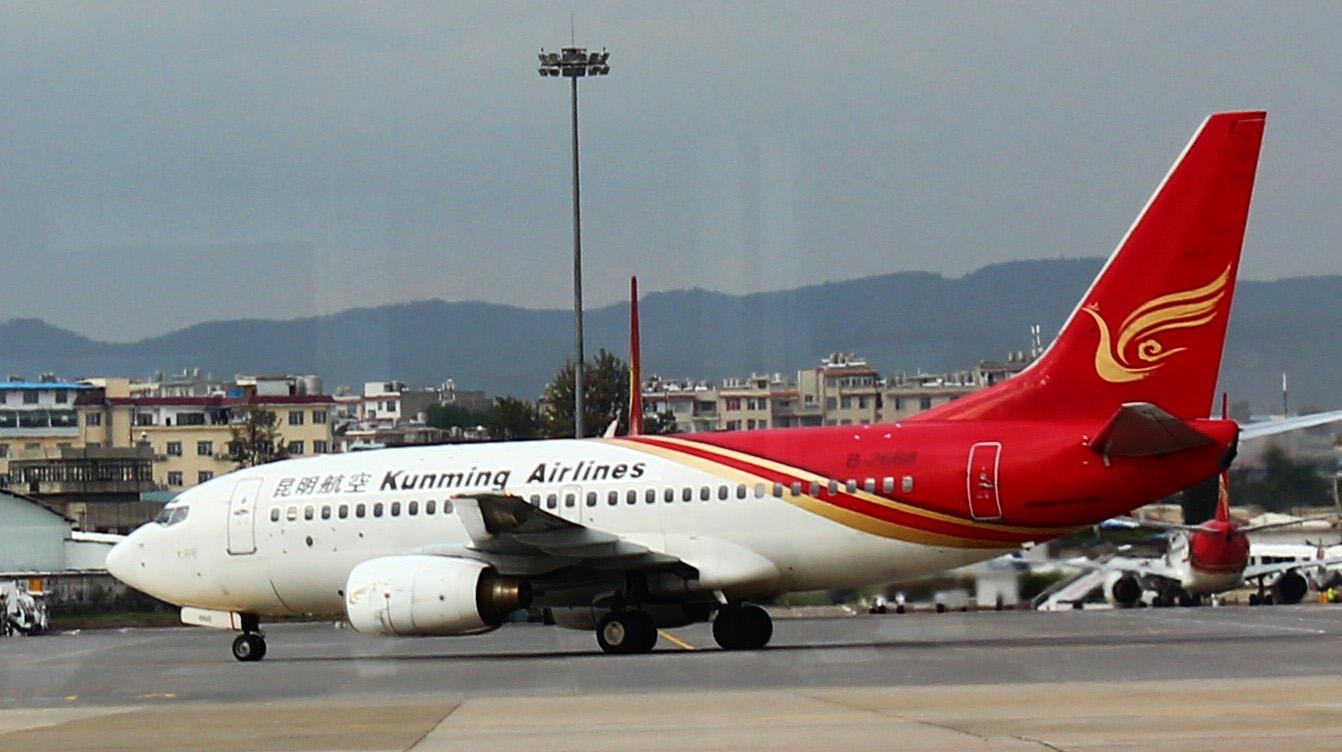
B737-700 de Kunming Airlines

En octobre 2020, les appareils suivants sont en service au sein de la flotte de Kunming airlines:
En 2016, elle commande 10 Boeing 737 MAX-7.